# Flatoidessa vicina
Flatoidessa vicina är en insektsart som först beskrevs av Victor Antoine Signoret 1860.  Flatoidessa vicina ingår i släktet Flatoidessa och familjen Flatidae.

## Underarter
Arten delas in i följande underarter:
- F. v. arcuata
- F. v. impressa